# Llista de pel·lícules espanyoles del 2010
Llista de pel·lícules produïdes a Espanya el 2010.
| 2010                      |                                  |                                                      |                               |                            |
| Chico and Rita            | Fernando Trueba, Javier Mariscal |                                                      | Animació - drama              | coproducció amb Regne Unit |
| Cicatrices                | Sergi Viscaino                   |                                                      | Terror                        | [ 1 ]                      |
| La posesión de Emma Evans | Manuel Carballo                  | Sophie Vavasseur, Tommy Bastow, Stephen Billington   | Terror                        | [ 2 ]                      |
| Mentre dorms              | Jaume Balagueró                  | Luis Tosar                                           | Thriller                      | [ 3 ]                      |
| Intruders                 | Juan Carlos Fresnadillo          | Daniel Brühl, Clive Owen                             | Science-Fiction               | [ 4 ]                      |
| Els ulls de la Júlia      | Guillem Morales                  | Belén Rueda, Lluís Homar, Daniel Grao                | Horror thriller               | [ 5 ]                      |
| Maximum Shame             | Carlos Atanes                    | Ana Mayo, Marina Gatell, Ignasi Vidal, Eleanor James | Musical/Terror/Ciència-ficció | [ 6 ]                      |
| Mission Park              | Chip Perro, Rick Perro           | Brina Healy, Brandon Stumpf, Sari Gagnon             | Acció, aventura               | [ 7 ]                      |
| The New Daughter          | Luis Berdejo                     | Gattlin Griffith, Kevin Costner, Ivana Baquero       | Terror. thriller              | [ 8 ]                      |
| Balada triste de trompeta | Álex de la Iglesia               | Antonio de la Torre Martín, Carolina Bang            | Comèdia                       |                            |
| Secuestrados              | Miguel Ángel Vivas               | Fernando Cayo, Martijn Kuiper, Dritan Biba           | Thriller                      |                            |
| También la lluvia         | Icíar Bollaín                    | Luis Tosar, Gael García Bernal                       | Drama                         | [ 9 ]                      |
| Somos lo que hay          | Jorge Michel Grau                | Carmen Beato, Alan Chávez, Francisco Barreiro        | Terror, drama                 | [ 10 ]                     |